# Kétbodony
Kétbodony (szlovákul: Bodoň) község Nógrád vármegyében, a Rétsági járásban.

## Fekvése
A vármegye délnyugati részén fekszik, a Cserhát egyik völgyében. Távolsága Budapesttől 70, Balassagyarmattól 23, Váctól 30 kilométer.
A közvetlenül határos települések: észak felől Szente, kelet felől Kisecset, délkelet felől Szécsénke, dél felől Legénd, délnyugat felől Romhány, északnyugat felől pedig Szátok.

### Megközelítése
Nyugat–keleti irányból a Bánk–Romhány–Nógrádkövesd közti 2116-os út érinti, északabbi szomszédaival a 2118-as út, Kisecsettel pedig a 21 154-es számú mellékút köti össze.
Az ország távolabbi részei felől a legegyszerűbben a 2-es főút felől érhető el, Rétságtól északra letérve, vagy a 22-es főútról érsekvadkerti letéréssel.
Vasútvonal nem érinti, az autóbusz-közlekedés viszont minden irányból biztosított.

## Története
A falu a középkortól kezdve folyamatosan lakott, a tatárjárás idején a Kartal nemzetség birtokolta, később a Bodoni család birtoka lett. Rövid ideig (1264–1276) a Margit-szigeti apácák is birtokolták, később ismét a Bodoni családhoz került. 1516–1541 között Werbőczy István volt a birtokosa. Két ízben, összesen 113 évig török hódoltság alá tartozott, ekkor el is néptelenedett. Mindkét alkalommal a felvidékről, evangélikus szlovákokkal telepítették újra. 1710-ben a falu határában zajlott le a romhányi csata.
A 17. században Bodony falu közelében kialakult kis települést Felső-Bodonynak nevezték, maga Bodony pedig Alsó-Bodony lett. Kétbodony e két falu egyesítéséből jött létre 1902–1903-ban. 1982 és 1993 között Romhánnyal is egyesítették, de 1994. január 1. óta ismét önálló település.

## Közélete

### Polgármesterei
- 1994–1998: Holes Imre (független)[4]
- 1998–2002: Holes Imre (független)[5]
- 2002–2006: Holes Imre (független)[6]
- 2006–2010: Holes Imre (független)[7]
- 2010–2014: Koczúrné Halász Judit (Fidesz–KDNP)[8]
- 2014–2019: Koczúrné Halász Judit (független)[9]
- 2019–2024: Halász Judit (független)[10]
- 2024– : Halász Judit (független)[1]

## Népesség
A település népességének változása:
| Lakosok száma | 460  | 438  | 433  | 456  | 466  | 441  | 443  |
|               | 2013 | 2014 | 2015 | 2021 | 2022 | 2023 | 2024 |

2001-ben a település lakosságának közel 100%-a magyar nemzetiségűnek vallotta magát.
A 2011-es népszámlálás során a lakosok 88,6%-a magyarnak, 0,2% görögnek, 0,5% németnek, 0,5% szlováknak mondta magát (11,4% nem nyilatkozott; a kettős identitások miatt a végösszeg nagyobb lehet 100%-nál). A vallási megoszlás a következő volt: római katolikus 33,9%, református 0,9%, evangélikus 40,2%, felekezeten kívüli 6,4% (18,6% nem nyilatkozott).
2022-ben a lakosság 91,8%-a vallotta magát magyarnak, 0,6% romának, 0,2% lengyelnek, 0,2% cigánynak, 5,6% egyéb, nem hazai nemzetiségűnek (7,9% nem nyilatkozott; a kettős identitások miatt a végösszeg nagyobb lehet 100%-nál). Vallásuk szerint 35,2% volt római katolikus, 27,3% evangélikus, 3,2% református, 0,6% görög katolikus, 0,2% ortodox, 0,6% egyéb keresztény, 0,2% egyéb katolikus, 6,2% felekezeten kívüli (26,2% nem válaszolt).

## Itt született
- 1919. február 25-én Pál István, a Népművészet Mestere, a Magyar Kultúra Lovagja

## Látnivalók
- Falumúzeum (tájház)

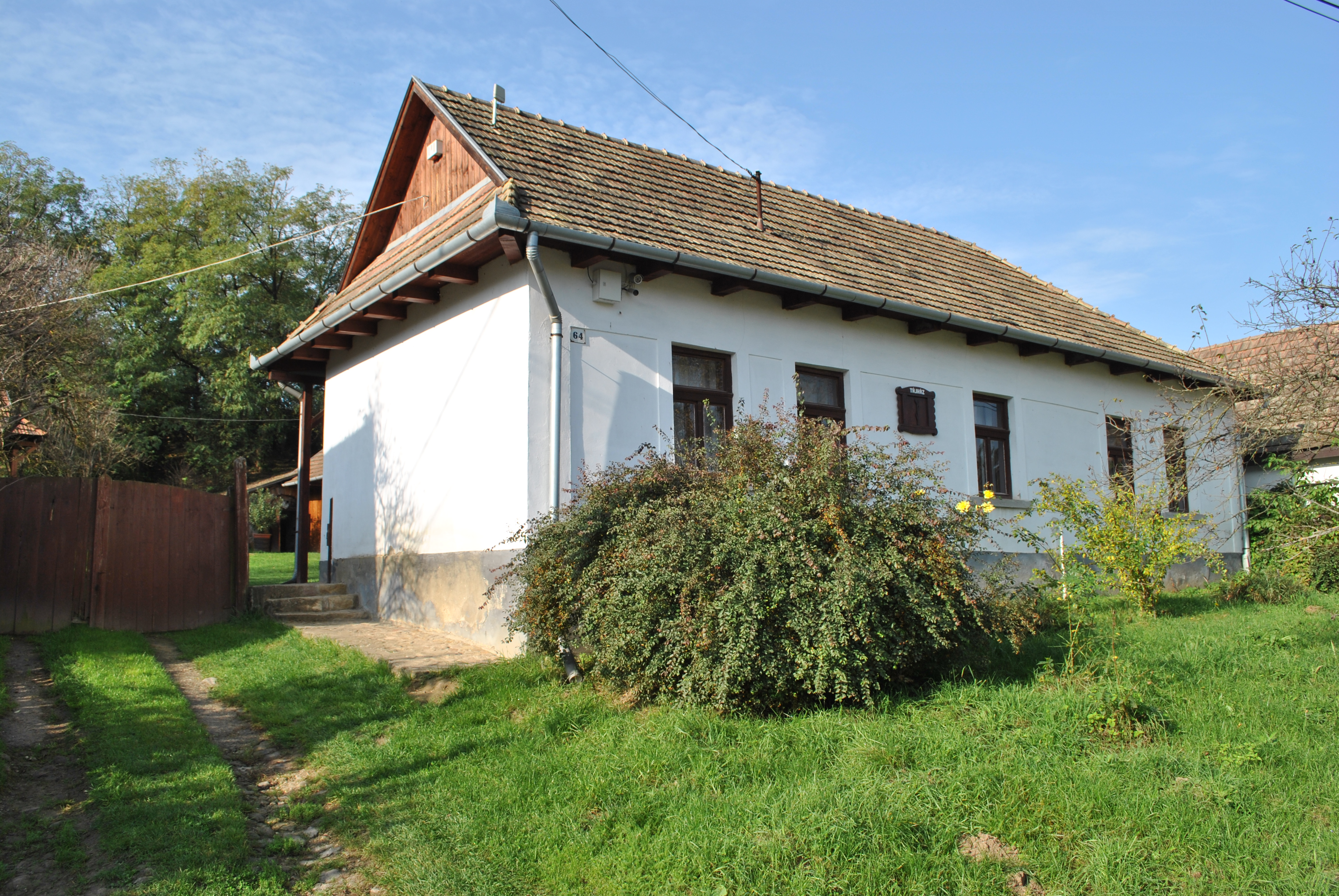
Tájház

- Késő barokk (18. század vége) evangélikus műemlék templom
- Bognárműhely – ipari múzeumként működik
- Kisállatkert – (hazai háziállatok és vadon élő állatok mellett néhány egzotikus állatfaj is megtekinthető)

## Nevezetességek
- A községen áthalad az Országos Kéktúra